# Pägana Records
Pägana Records es un sello discográfico español  Emilio Ortiz (Ex Mánager de Mägo de oz, Actual Mánager de Jorge Salán])

## Artistas
- Jorge Salán

## Proyectos Publicados
- Jorge Salán - Chronicles of an Evolution - 2006
- Onassis Day - Onassis 'Day - 2006
- Txus Di Fellatio - El Cementerio de los Versos Perdidos - 2006
- Breed 77 - Un Encuentro - 2007
- Sínkope - Esta noche se merece otra ronda - 2007